# Giulio Cesare Polerio
Giulio Cesare Polerio (c. 1550, Lanciano – c. 1610, Roma; reconstrucció de llocs i dates per Adriano Chicco) fou un teòric i jugador d'escacs italià del segle xvi.
Fou conegut amb diversos renoms, com ara l'Apruzzese, Giu[o]lio Cesare da Lanciano (Salvio/Walker), i Lancianese, perquè va néixer a Lanciano, una vila de la província de Chieti de l'Abruzzo italià.

## Polerio com a jugador d'escacs

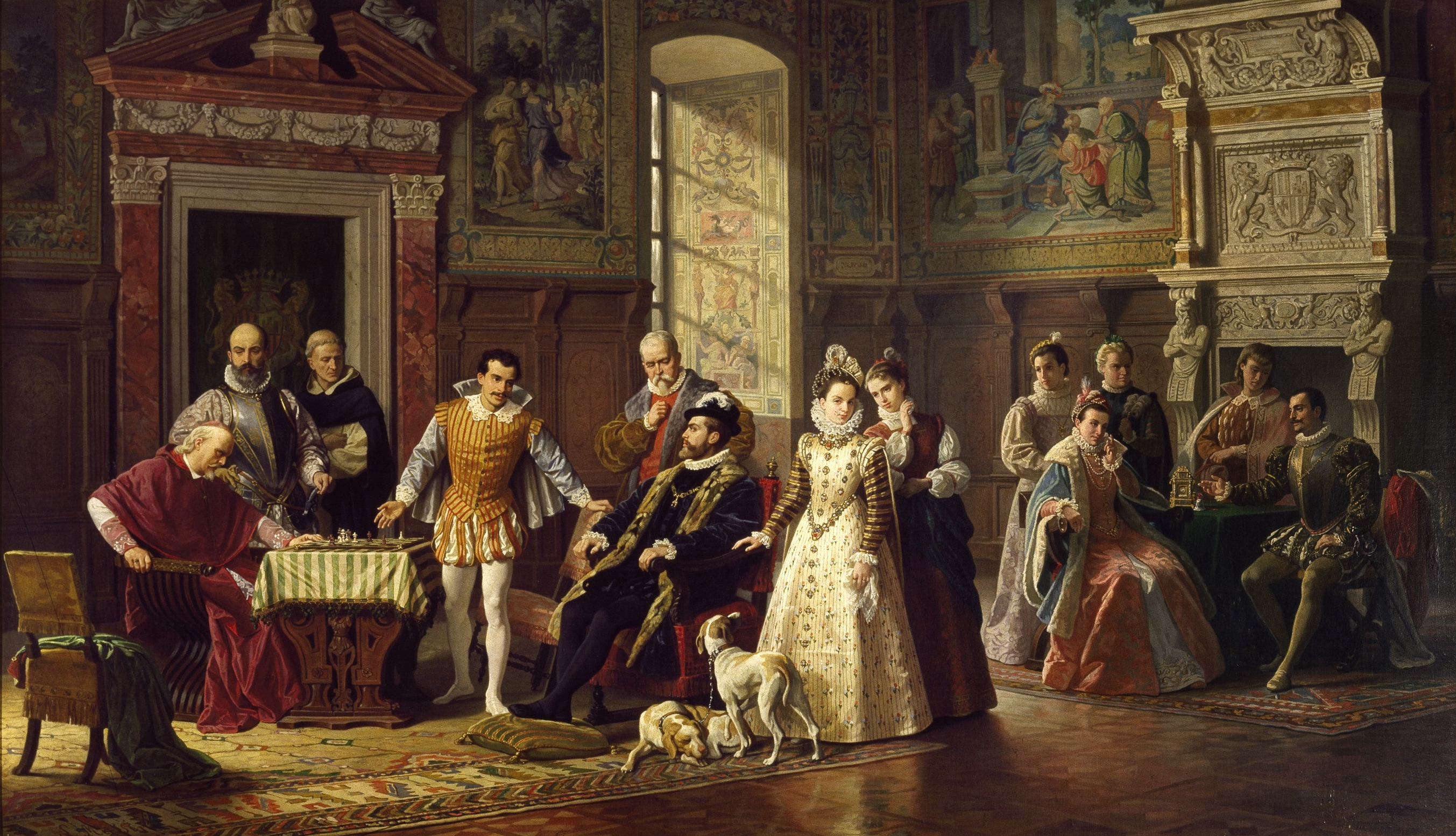
Sfida scacchistica alla corte del Re di Spagna ("Partida d'escacs a la cort del rei d'Espanya"), quadre que mostra Giovanni Leonardo ("Il Puttino") a la cort de Felip II de Castella, cap al 1575, pintura de Luigi Mussini (1883). Algunes partides de Giò Leonardo, incloses algunes contra Ruy López de Segura, estan registrades als Còdexs de Polerio.

La primera obra impresa en què apareix el nom de Giulio Cesare da Lanciano és l'anomenada "Il Puttino" d'Alessandro Salvio, publicada per primer cop el 1634. Els fets narrats a Il Puttino haurien passat al voltant de 1575, però foren publicats per Salvio uns 60 anys després. "Il Puttino, altramente detto il Cavaliere errante" és el renom que fa servir Alessandro Salvio per a Giovanni Leonardo. Segons Alessandro Salvio, Giulio Cesare da Lanciano va acompanyar Giovanni Leonardo en el seu camí cap a Madrid fins a Gènova.
Després de retornar a Roma cap al 1584, Polerio va esdevenir jugador d'escacs i escriptor sota el mecenatge de Giacomo Boncompagni, Duc de Sora i fill del Papa Gregori XIII (nascut Ugo Boncompagni).
Polerio va escriure alguns còdexs en els quals descrivia relacions escaquístiques i transvasament d'idees entre Itàlia, Portugal, i Espanya. En aquests còdexs, a banda de les seves pròpies idees sobre obertures, hi ha alguns matxs jugats per ell mateix, amb anotacions pròpies.
Al Puttino, Salvio explica que, començant el 1606 des de "Città di Piazza", després d'un llarg viatge de camí cap a Roma (p. 43) ... (p. 44: "il detto Signor Cascio poi andando a Roma, vinse Giulio Cesare compagno del Puttino il primo a Roma, in casa dell'Eccelenza del Sig. Giacobo Buoncompagno Duca di Sora") aquest Sr. Geronimo Cascio, en el seu camí cap a Roma, va batre Giulio Cesare (Polerio), company de Il Puttino, el millor de Roma, a la casa/cort de la Seva Excel·lència Giacomo Boncompagni, Duc de Sora.

## Els Còdexs de Giulio Cesare Polerio
La primera investigació sistemàtica dels Còdexs de Polerio fou publicada per Antonius van der Linde el 1874. El resultat de les investigacions de Van der Linde es pot trobar a la Bibliotheca Van der Linde-Niemeijeriana, part de la Biblioteca Reial dels Països Baixos.
La sistematització dels Còdexs de Polerio la va fer i publicar Alessandro Sanvito el 2005.

## Impacte de Polerio en la teoria i la història dels escacs (abans de 1874)
L'organització sistemàtica conjunta dels set còdexs, descrita i anomenada A-G per Van der Linde, i atribuïda a Polerio el 1874, va tenir un gran impacte en la posterior narració de la història dels escacs, i de la teoria d'escacs. Una part rellevant de la tasca de Van der Linde va consistir en comparar els còdexs de Polerio i de Gioacchino Greco amb molt de detall. Segons les seves investigacions, gran part de la tasca analítica de Polerio es va produir fora d'Itàlia, cap al 1874, via Gioacchino Greco. La pista, que podria enllaçar tots dos els jugadors d'escacs, es pot veure en la persona de Giacomo Boncompagni, o en el Ducat de Sora respectivament.

## Impacte de Polerio en la terminologia dels escacs (després de 1874)

### El gambit de Polerio
A la pàg. 186 de "Das Schachspiel des XVI. Jahrhunderts" van der Linde hi va escriure el 1874:
"D. Polerio-Gambit
224
1. e2-e4 e7-e5
2. f2-f4 e5-f4:
3. Sg1-f3 g7-g5
4. Lf1-c4 g5-g4
5. 0-0! g4-f3:
6. Dd1-f3: e cosi ancor che habbia perso un pezzo resta con buonissima postura di poter uencere il gioco sapendo guidarlo à presso, il che sarebbe superfluo inogni modo se si uolesse mostrare la fine di tutti giochi, e per questo basta insino à un certo che, tanto che si conosca apartemente il uantagio del gioco, si come per la postura di dette giochi ogni giudicioso giocatore lo potrà facilmente cognoscere.")
... en termes actuals:
"gambit Polerio: 1. e4 e5 2.f4 exf4 3. Cf3 g5 4.Ac4 g4 5.0-0! gxf3 6.Dxf3 +/−"
Aquest exacte ordre de jugades es va trobar posteriorment també en un segon còdex de Polerio descobert i descrit per J.A. Leon el 1894.
Cal destacar que la posició després de 1.e4 e5 2.f4 exf4 3.Cf3 g5 4.Ac4 g4 5.0-0 gxf3 6.Dxf3 s'ha considerat per Grans Mestres actuals com una victòria forçada de les blanques – degut al fet que 5.0-0 implica un "enroc lliure", i trasllada el rei blanc des d'e1 a h1. Fins i tot, Polerio hauria dit que 5.0-0 gxf3 6.Dxf3 seria favorable a les blanques, a despit que el rei blanc de Polerio estaria, després de 5.0-0, a h1 i no a g1 (tal com està definit l'enroc actualment).
De tota manera, el 1874, l'ordre de jugades 1.e4 e5 2.f4 exf4 3.Cf3 g5 4.ac4 g4 5.0-0! fou definit amb el nom de "gambit Muzio". Aquest nom deriva d'una traducció d'un treball d'Alessandro Salvio, suposadament el tercer llibre de la reimpressió de 1723, per Sarrat el 1813. A la pàgina 209 Jacob Henry Sarratt (traduí) i escrigué:
"SALVIO indica que el següent gambit l'hi va enviar el senyor Muzio, ..."
En realitat, Alessandro Salvio mai va dir això. Al tercer llibre de Il Puttino hi va escriure que el Signor Mutio d'Alessandro havia vist que Geronimo Cascio havia jugat aquest ordre de moviments (amb enroc lliure, també anomenat "mètode italià" d'enrocar).
|   | a | b | c | d | e | f | g | h |   |
| 8 | a8 negres torre · b8 negres cavall · c8 negres alfil · d8 negres dama · e8 negres rei · f8 negres alfil · g8 negres cavall · h8 negres torre · a7 negres peó · b7 negres peó · c7 negres peó · d7 negres peó · f7 negres peó · h7 negres peó · c4 blanques alfil · e4 blanques peó · f4 negres peó · f3 blanques dama · a2 blanques peó · b2 blanques peó · c2 blanques peó · d2 blanques peó · g2 blanques peó · h2 blanques peó · a1 blanques torre · b1 blanques cavall · c1 blanques alfil · f1 blanques torre · g1 blanques rei | a8 negres torre · b8 negres cavall · c8 negres alfil · d8 negres dama · e8 negres rei · f8 negres alfil · g8 negres cavall · h8 negres torre · a7 negres peó · b7 negres peó · c7 negres peó · d7 negres peó · f7 negres peó · h7 negres peó · c4 blanques alfil · e4 blanques peó · f4 negres peó · f3 blanques dama · a2 blanques peó · b2 blanques peó · c2 blanques peó · d2 blanques peó · g2 blanques peó · h2 blanques peó · a1 blanques torre · b1 blanques cavall · c1 blanques alfil · f1 blanques torre · g1 blanques rei | a8 negres torre · b8 negres cavall · c8 negres alfil · d8 negres dama · e8 negres rei · f8 negres alfil · g8 negres cavall · h8 negres torre · a7 negres peó · b7 negres peó · c7 negres peó · d7 negres peó · f7 negres peó · h7 negres peó · c4 blanques alfil · e4 blanques peó · f4 negres peó · f3 blanques dama · a2 blanques peó · b2 blanques peó · c2 blanques peó · d2 blanques peó · g2 blanques peó · h2 blanques peó · a1 blanques torre · b1 blanques cavall · c1 blanques alfil · f1 blanques torre · g1 blanques rei | a8 negres torre · b8 negres cavall · c8 negres alfil · d8 negres dama · e8 negres rei · f8 negres alfil · g8 negres cavall · h8 negres torre · a7 negres peó · b7 negres peó · c7 negres peó · d7 negres peó · f7 negres peó · h7 negres peó · c4 blanques alfil · e4 blanques peó · f4 negres peó · f3 blanques dama · a2 blanques peó · b2 blanques peó · c2 blanques peó · d2 blanques peó · g2 blanques peó · h2 blanques peó · a1 blanques torre · b1 blanques cavall · c1 blanques alfil · f1 blanques torre · g1 blanques rei | a8 negres torre · b8 negres cavall · c8 negres alfil · d8 negres dama · e8 negres rei · f8 negres alfil · g8 negres cavall · h8 negres torre · a7 negres peó · b7 negres peó · c7 negres peó · d7 negres peó · f7 negres peó · h7 negres peó · c4 blanques alfil · e4 blanques peó · f4 negres peó · f3 blanques dama · a2 blanques peó · b2 blanques peó · c2 blanques peó · d2 blanques peó · g2 blanques peó · h2 blanques peó · a1 blanques torre · b1 blanques cavall · c1 blanques alfil · f1 blanques torre · g1 blanques rei | a8 negres torre · b8 negres cavall · c8 negres alfil · d8 negres dama · e8 negres rei · f8 negres alfil · g8 negres cavall · h8 negres torre · a7 negres peó · b7 negres peó · c7 negres peó · d7 negres peó · f7 negres peó · h7 negres peó · c4 blanques alfil · e4 blanques peó · f4 negres peó · f3 blanques dama · a2 blanques peó · b2 blanques peó · c2 blanques peó · d2 blanques peó · g2 blanques peó · h2 blanques peó · a1 blanques torre · b1 blanques cavall · c1 blanques alfil · f1 blanques torre · g1 blanques rei | a8 negres torre · b8 negres cavall · c8 negres alfil · d8 negres dama · e8 negres rei · f8 negres alfil · g8 negres cavall · h8 negres torre · a7 negres peó · b7 negres peó · c7 negres peó · d7 negres peó · f7 negres peó · h7 negres peó · c4 blanques alfil · e4 blanques peó · f4 negres peó · f3 blanques dama · a2 blanques peó · b2 blanques peó · c2 blanques peó · d2 blanques peó · g2 blanques peó · h2 blanques peó · a1 blanques torre · b1 blanques cavall · c1 blanques alfil · f1 blanques torre · g1 blanques rei | a8 negres torre · b8 negres cavall · c8 negres alfil · d8 negres dama · e8 negres rei · f8 negres alfil · g8 negres cavall · h8 negres torre · a7 negres peó · b7 negres peó · c7 negres peó · d7 negres peó · f7 negres peó · h7 negres peó · c4 blanques alfil · e4 blanques peó · f4 negres peó · f3 blanques dama · a2 blanques peó · b2 blanques peó · c2 blanques peó · d2 blanques peó · g2 blanques peó · h2 blanques peó · a1 blanques torre · b1 blanques cavall · c1 blanques alfil · f1 blanques torre · g1 blanques rei | 8 |
| 7 | a8 negres torre · b8 negres cavall · c8 negres alfil · d8 negres dama · e8 negres rei · f8 negres alfil · g8 negres cavall · h8 negres torre · a7 negres peó · b7 negres peó · c7 negres peó · d7 negres peó · f7 negres peó · h7 negres peó · c4 blanques alfil · e4 blanques peó · f4 negres peó · f3 blanques dama · a2 blanques peó · b2 blanques peó · c2 blanques peó · d2 blanques peó · g2 blanques peó · h2 blanques peó · a1 blanques torre · b1 blanques cavall · c1 blanques alfil · f1 blanques torre · g1 blanques rei | a8 negres torre · b8 negres cavall · c8 negres alfil · d8 negres dama · e8 negres rei · f8 negres alfil · g8 negres cavall · h8 negres torre · a7 negres peó · b7 negres peó · c7 negres peó · d7 negres peó · f7 negres peó · h7 negres peó · c4 blanques alfil · e4 blanques peó · f4 negres peó · f3 blanques dama · a2 blanques peó · b2 blanques peó · c2 blanques peó · d2 blanques peó · g2 blanques peó · h2 blanques peó · a1 blanques torre · b1 blanques cavall · c1 blanques alfil · f1 blanques torre · g1 blanques rei | a8 negres torre · b8 negres cavall · c8 negres alfil · d8 negres dama · e8 negres rei · f8 negres alfil · g8 negres cavall · h8 negres torre · a7 negres peó · b7 negres peó · c7 negres peó · d7 negres peó · f7 negres peó · h7 negres peó · c4 blanques alfil · e4 blanques peó · f4 negres peó · f3 blanques dama · a2 blanques peó · b2 blanques peó · c2 blanques peó · d2 blanques peó · g2 blanques peó · h2 blanques peó · a1 blanques torre · b1 blanques cavall · c1 blanques alfil · f1 blanques torre · g1 blanques rei | a8 negres torre · b8 negres cavall · c8 negres alfil · d8 negres dama · e8 negres rei · f8 negres alfil · g8 negres cavall · h8 negres torre · a7 negres peó · b7 negres peó · c7 negres peó · d7 negres peó · f7 negres peó · h7 negres peó · c4 blanques alfil · e4 blanques peó · f4 negres peó · f3 blanques dama · a2 blanques peó · b2 blanques peó · c2 blanques peó · d2 blanques peó · g2 blanques peó · h2 blanques peó · a1 blanques torre · b1 blanques cavall · c1 blanques alfil · f1 blanques torre · g1 blanques rei | a8 negres torre · b8 negres cavall · c8 negres alfil · d8 negres dama · e8 negres rei · f8 negres alfil · g8 negres cavall · h8 negres torre · a7 negres peó · b7 negres peó · c7 negres peó · d7 negres peó · f7 negres peó · h7 negres peó · c4 blanques alfil · e4 blanques peó · f4 negres peó · f3 blanques dama · a2 blanques peó · b2 blanques peó · c2 blanques peó · d2 blanques peó · g2 blanques peó · h2 blanques peó · a1 blanques torre · b1 blanques cavall · c1 blanques alfil · f1 blanques torre · g1 blanques rei | a8 negres torre · b8 negres cavall · c8 negres alfil · d8 negres dama · e8 negres rei · f8 negres alfil · g8 negres cavall · h8 negres torre · a7 negres peó · b7 negres peó · c7 negres peó · d7 negres peó · f7 negres peó · h7 negres peó · c4 blanques alfil · e4 blanques peó · f4 negres peó · f3 blanques dama · a2 blanques peó · b2 blanques peó · c2 blanques peó · d2 blanques peó · g2 blanques peó · h2 blanques peó · a1 blanques torre · b1 blanques cavall · c1 blanques alfil · f1 blanques torre · g1 blanques rei | a8 negres torre · b8 negres cavall · c8 negres alfil · d8 negres dama · e8 negres rei · f8 negres alfil · g8 negres cavall · h8 negres torre · a7 negres peó · b7 negres peó · c7 negres peó · d7 negres peó · f7 negres peó · h7 negres peó · c4 blanques alfil · e4 blanques peó · f4 negres peó · f3 blanques dama · a2 blanques peó · b2 blanques peó · c2 blanques peó · d2 blanques peó · g2 blanques peó · h2 blanques peó · a1 blanques torre · b1 blanques cavall · c1 blanques alfil · f1 blanques torre · g1 blanques rei | a8 negres torre · b8 negres cavall · c8 negres alfil · d8 negres dama · e8 negres rei · f8 negres alfil · g8 negres cavall · h8 negres torre · a7 negres peó · b7 negres peó · c7 negres peó · d7 negres peó · f7 negres peó · h7 negres peó · c4 blanques alfil · e4 blanques peó · f4 negres peó · f3 blanques dama · a2 blanques peó · b2 blanques peó · c2 blanques peó · d2 blanques peó · g2 blanques peó · h2 blanques peó · a1 blanques torre · b1 blanques cavall · c1 blanques alfil · f1 blanques torre · g1 blanques rei | 7 |
| 6 | a8 negres torre · b8 negres cavall · c8 negres alfil · d8 negres dama · e8 negres rei · f8 negres alfil · g8 negres cavall · h8 negres torre · a7 negres peó · b7 negres peó · c7 negres peó · d7 negres peó · f7 negres peó · h7 negres peó · c4 blanques alfil · e4 blanques peó · f4 negres peó · f3 blanques dama · a2 blanques peó · b2 blanques peó · c2 blanques peó · d2 blanques peó · g2 blanques peó · h2 blanques peó · a1 blanques torre · b1 blanques cavall · c1 blanques alfil · f1 blanques torre · g1 blanques rei | a8 negres torre · b8 negres cavall · c8 negres alfil · d8 negres dama · e8 negres rei · f8 negres alfil · g8 negres cavall · h8 negres torre · a7 negres peó · b7 negres peó · c7 negres peó · d7 negres peó · f7 negres peó · h7 negres peó · c4 blanques alfil · e4 blanques peó · f4 negres peó · f3 blanques dama · a2 blanques peó · b2 blanques peó · c2 blanques peó · d2 blanques peó · g2 blanques peó · h2 blanques peó · a1 blanques torre · b1 blanques cavall · c1 blanques alfil · f1 blanques torre · g1 blanques rei | a8 negres torre · b8 negres cavall · c8 negres alfil · d8 negres dama · e8 negres rei · f8 negres alfil · g8 negres cavall · h8 negres torre · a7 negres peó · b7 negres peó · c7 negres peó · d7 negres peó · f7 negres peó · h7 negres peó · c4 blanques alfil · e4 blanques peó · f4 negres peó · f3 blanques dama · a2 blanques peó · b2 blanques peó · c2 blanques peó · d2 blanques peó · g2 blanques peó · h2 blanques peó · a1 blanques torre · b1 blanques cavall · c1 blanques alfil · f1 blanques torre · g1 blanques rei | a8 negres torre · b8 negres cavall · c8 negres alfil · d8 negres dama · e8 negres rei · f8 negres alfil · g8 negres cavall · h8 negres torre · a7 negres peó · b7 negres peó · c7 negres peó · d7 negres peó · f7 negres peó · h7 negres peó · c4 blanques alfil · e4 blanques peó · f4 negres peó · f3 blanques dama · a2 blanques peó · b2 blanques peó · c2 blanques peó · d2 blanques peó · g2 blanques peó · h2 blanques peó · a1 blanques torre · b1 blanques cavall · c1 blanques alfil · f1 blanques torre · g1 blanques rei | a8 negres torre · b8 negres cavall · c8 negres alfil · d8 negres dama · e8 negres rei · f8 negres alfil · g8 negres cavall · h8 negres torre · a7 negres peó · b7 negres peó · c7 negres peó · d7 negres peó · f7 negres peó · h7 negres peó · c4 blanques alfil · e4 blanques peó · f4 negres peó · f3 blanques dama · a2 blanques peó · b2 blanques peó · c2 blanques peó · d2 blanques peó · g2 blanques peó · h2 blanques peó · a1 blanques torre · b1 blanques cavall · c1 blanques alfil · f1 blanques torre · g1 blanques rei | a8 negres torre · b8 negres cavall · c8 negres alfil · d8 negres dama · e8 negres rei · f8 negres alfil · g8 negres cavall · h8 negres torre · a7 negres peó · b7 negres peó · c7 negres peó · d7 negres peó · f7 negres peó · h7 negres peó · c4 blanques alfil · e4 blanques peó · f4 negres peó · f3 blanques dama · a2 blanques peó · b2 blanques peó · c2 blanques peó · d2 blanques peó · g2 blanques peó · h2 blanques peó · a1 blanques torre · b1 blanques cavall · c1 blanques alfil · f1 blanques torre · g1 blanques rei | a8 negres torre · b8 negres cavall · c8 negres alfil · d8 negres dama · e8 negres rei · f8 negres alfil · g8 negres cavall · h8 negres torre · a7 negres peó · b7 negres peó · c7 negres peó · d7 negres peó · f7 negres peó · h7 negres peó · c4 blanques alfil · e4 blanques peó · f4 negres peó · f3 blanques dama · a2 blanques peó · b2 blanques peó · c2 blanques peó · d2 blanques peó · g2 blanques peó · h2 blanques peó · a1 blanques torre · b1 blanques cavall · c1 blanques alfil · f1 blanques torre · g1 blanques rei | a8 negres torre · b8 negres cavall · c8 negres alfil · d8 negres dama · e8 negres rei · f8 negres alfil · g8 negres cavall · h8 negres torre · a7 negres peó · b7 negres peó · c7 negres peó · d7 negres peó · f7 negres peó · h7 negres peó · c4 blanques alfil · e4 blanques peó · f4 negres peó · f3 blanques dama · a2 blanques peó · b2 blanques peó · c2 blanques peó · d2 blanques peó · g2 blanques peó · h2 blanques peó · a1 blanques torre · b1 blanques cavall · c1 blanques alfil · f1 blanques torre · g1 blanques rei | 6 |
| 5 | a8 negres torre · b8 negres cavall · c8 negres alfil · d8 negres dama · e8 negres rei · f8 negres alfil · g8 negres cavall · h8 negres torre · a7 negres peó · b7 negres peó · c7 negres peó · d7 negres peó · f7 negres peó · h7 negres peó · c4 blanques alfil · e4 blanques peó · f4 negres peó · f3 blanques dama · a2 blanques peó · b2 blanques peó · c2 blanques peó · d2 blanques peó · g2 blanques peó · h2 blanques peó · a1 blanques torre · b1 blanques cavall · c1 blanques alfil · f1 blanques torre · g1 blanques rei | a8 negres torre · b8 negres cavall · c8 negres alfil · d8 negres dama · e8 negres rei · f8 negres alfil · g8 negres cavall · h8 negres torre · a7 negres peó · b7 negres peó · c7 negres peó · d7 negres peó · f7 negres peó · h7 negres peó · c4 blanques alfil · e4 blanques peó · f4 negres peó · f3 blanques dama · a2 blanques peó · b2 blanques peó · c2 blanques peó · d2 blanques peó · g2 blanques peó · h2 blanques peó · a1 blanques torre · b1 blanques cavall · c1 blanques alfil · f1 blanques torre · g1 blanques rei | a8 negres torre · b8 negres cavall · c8 negres alfil · d8 negres dama · e8 negres rei · f8 negres alfil · g8 negres cavall · h8 negres torre · a7 negres peó · b7 negres peó · c7 negres peó · d7 negres peó · f7 negres peó · h7 negres peó · c4 blanques alfil · e4 blanques peó · f4 negres peó · f3 blanques dama · a2 blanques peó · b2 blanques peó · c2 blanques peó · d2 blanques peó · g2 blanques peó · h2 blanques peó · a1 blanques torre · b1 blanques cavall · c1 blanques alfil · f1 blanques torre · g1 blanques rei | a8 negres torre · b8 negres cavall · c8 negres alfil · d8 negres dama · e8 negres rei · f8 negres alfil · g8 negres cavall · h8 negres torre · a7 negres peó · b7 negres peó · c7 negres peó · d7 negres peó · f7 negres peó · h7 negres peó · c4 blanques alfil · e4 blanques peó · f4 negres peó · f3 blanques dama · a2 blanques peó · b2 blanques peó · c2 blanques peó · d2 blanques peó · g2 blanques peó · h2 blanques peó · a1 blanques torre · b1 blanques cavall · c1 blanques alfil · f1 blanques torre · g1 blanques rei | a8 negres torre · b8 negres cavall · c8 negres alfil · d8 negres dama · e8 negres rei · f8 negres alfil · g8 negres cavall · h8 negres torre · a7 negres peó · b7 negres peó · c7 negres peó · d7 negres peó · f7 negres peó · h7 negres peó · c4 blanques alfil · e4 blanques peó · f4 negres peó · f3 blanques dama · a2 blanques peó · b2 blanques peó · c2 blanques peó · d2 blanques peó · g2 blanques peó · h2 blanques peó · a1 blanques torre · b1 blanques cavall · c1 blanques alfil · f1 blanques torre · g1 blanques rei | a8 negres torre · b8 negres cavall · c8 negres alfil · d8 negres dama · e8 negres rei · f8 negres alfil · g8 negres cavall · h8 negres torre · a7 negres peó · b7 negres peó · c7 negres peó · d7 negres peó · f7 negres peó · h7 negres peó · c4 blanques alfil · e4 blanques peó · f4 negres peó · f3 blanques dama · a2 blanques peó · b2 blanques peó · c2 blanques peó · d2 blanques peó · g2 blanques peó · h2 blanques peó · a1 blanques torre · b1 blanques cavall · c1 blanques alfil · f1 blanques torre · g1 blanques rei | a8 negres torre · b8 negres cavall · c8 negres alfil · d8 negres dama · e8 negres rei · f8 negres alfil · g8 negres cavall · h8 negres torre · a7 negres peó · b7 negres peó · c7 negres peó · d7 negres peó · f7 negres peó · h7 negres peó · c4 blanques alfil · e4 blanques peó · f4 negres peó · f3 blanques dama · a2 blanques peó · b2 blanques peó · c2 blanques peó · d2 blanques peó · g2 blanques peó · h2 blanques peó · a1 blanques torre · b1 blanques cavall · c1 blanques alfil · f1 blanques torre · g1 blanques rei | a8 negres torre · b8 negres cavall · c8 negres alfil · d8 negres dama · e8 negres rei · f8 negres alfil · g8 negres cavall · h8 negres torre · a7 negres peó · b7 negres peó · c7 negres peó · d7 negres peó · f7 negres peó · h7 negres peó · c4 blanques alfil · e4 blanques peó · f4 negres peó · f3 blanques dama · a2 blanques peó · b2 blanques peó · c2 blanques peó · d2 blanques peó · g2 blanques peó · h2 blanques peó · a1 blanques torre · b1 blanques cavall · c1 blanques alfil · f1 blanques torre · g1 blanques rei | 5 |
| 4 | a8 negres torre · b8 negres cavall · c8 negres alfil · d8 negres dama · e8 negres rei · f8 negres alfil · g8 negres cavall · h8 negres torre · a7 negres peó · b7 negres peó · c7 negres peó · d7 negres peó · f7 negres peó · h7 negres peó · c4 blanques alfil · e4 blanques peó · f4 negres peó · f3 blanques dama · a2 blanques peó · b2 blanques peó · c2 blanques peó · d2 blanques peó · g2 blanques peó · h2 blanques peó · a1 blanques torre · b1 blanques cavall · c1 blanques alfil · f1 blanques torre · g1 blanques rei | a8 negres torre · b8 negres cavall · c8 negres alfil · d8 negres dama · e8 negres rei · f8 negres alfil · g8 negres cavall · h8 negres torre · a7 negres peó · b7 negres peó · c7 negres peó · d7 negres peó · f7 negres peó · h7 negres peó · c4 blanques alfil · e4 blanques peó · f4 negres peó · f3 blanques dama · a2 blanques peó · b2 blanques peó · c2 blanques peó · d2 blanques peó · g2 blanques peó · h2 blanques peó · a1 blanques torre · b1 blanques cavall · c1 blanques alfil · f1 blanques torre · g1 blanques rei | a8 negres torre · b8 negres cavall · c8 negres alfil · d8 negres dama · e8 negres rei · f8 negres alfil · g8 negres cavall · h8 negres torre · a7 negres peó · b7 negres peó · c7 negres peó · d7 negres peó · f7 negres peó · h7 negres peó · c4 blanques alfil · e4 blanques peó · f4 negres peó · f3 blanques dama · a2 blanques peó · b2 blanques peó · c2 blanques peó · d2 blanques peó · g2 blanques peó · h2 blanques peó · a1 blanques torre · b1 blanques cavall · c1 blanques alfil · f1 blanques torre · g1 blanques rei | a8 negres torre · b8 negres cavall · c8 negres alfil · d8 negres dama · e8 negres rei · f8 negres alfil · g8 negres cavall · h8 negres torre · a7 negres peó · b7 negres peó · c7 negres peó · d7 negres peó · f7 negres peó · h7 negres peó · c4 blanques alfil · e4 blanques peó · f4 negres peó · f3 blanques dama · a2 blanques peó · b2 blanques peó · c2 blanques peó · d2 blanques peó · g2 blanques peó · h2 blanques peó · a1 blanques torre · b1 blanques cavall · c1 blanques alfil · f1 blanques torre · g1 blanques rei | a8 negres torre · b8 negres cavall · c8 negres alfil · d8 negres dama · e8 negres rei · f8 negres alfil · g8 negres cavall · h8 negres torre · a7 negres peó · b7 negres peó · c7 negres peó · d7 negres peó · f7 negres peó · h7 negres peó · c4 blanques alfil · e4 blanques peó · f4 negres peó · f3 blanques dama · a2 blanques peó · b2 blanques peó · c2 blanques peó · d2 blanques peó · g2 blanques peó · h2 blanques peó · a1 blanques torre · b1 blanques cavall · c1 blanques alfil · f1 blanques torre · g1 blanques rei | a8 negres torre · b8 negres cavall · c8 negres alfil · d8 negres dama · e8 negres rei · f8 negres alfil · g8 negres cavall · h8 negres torre · a7 negres peó · b7 negres peó · c7 negres peó · d7 negres peó · f7 negres peó · h7 negres peó · c4 blanques alfil · e4 blanques peó · f4 negres peó · f3 blanques dama · a2 blanques peó · b2 blanques peó · c2 blanques peó · d2 blanques peó · g2 blanques peó · h2 blanques peó · a1 blanques torre · b1 blanques cavall · c1 blanques alfil · f1 blanques torre · g1 blanques rei | a8 negres torre · b8 negres cavall · c8 negres alfil · d8 negres dama · e8 negres rei · f8 negres alfil · g8 negres cavall · h8 negres torre · a7 negres peó · b7 negres peó · c7 negres peó · d7 negres peó · f7 negres peó · h7 negres peó · c4 blanques alfil · e4 blanques peó · f4 negres peó · f3 blanques dama · a2 blanques peó · b2 blanques peó · c2 blanques peó · d2 blanques peó · g2 blanques peó · h2 blanques peó · a1 blanques torre · b1 blanques cavall · c1 blanques alfil · f1 blanques torre · g1 blanques rei | a8 negres torre · b8 negres cavall · c8 negres alfil · d8 negres dama · e8 negres rei · f8 negres alfil · g8 negres cavall · h8 negres torre · a7 negres peó · b7 negres peó · c7 negres peó · d7 negres peó · f7 negres peó · h7 negres peó · c4 blanques alfil · e4 blanques peó · f4 negres peó · f3 blanques dama · a2 blanques peó · b2 blanques peó · c2 blanques peó · d2 blanques peó · g2 blanques peó · h2 blanques peó · a1 blanques torre · b1 blanques cavall · c1 blanques alfil · f1 blanques torre · g1 blanques rei | 4 |
| 3 | a8 negres torre · b8 negres cavall · c8 negres alfil · d8 negres dama · e8 negres rei · f8 negres alfil · g8 negres cavall · h8 negres torre · a7 negres peó · b7 negres peó · c7 negres peó · d7 negres peó · f7 negres peó · h7 negres peó · c4 blanques alfil · e4 blanques peó · f4 negres peó · f3 blanques dama · a2 blanques peó · b2 blanques peó · c2 blanques peó · d2 blanques peó · g2 blanques peó · h2 blanques peó · a1 blanques torre · b1 blanques cavall · c1 blanques alfil · f1 blanques torre · g1 blanques rei | a8 negres torre · b8 negres cavall · c8 negres alfil · d8 negres dama · e8 negres rei · f8 negres alfil · g8 negres cavall · h8 negres torre · a7 negres peó · b7 negres peó · c7 negres peó · d7 negres peó · f7 negres peó · h7 negres peó · c4 blanques alfil · e4 blanques peó · f4 negres peó · f3 blanques dama · a2 blanques peó · b2 blanques peó · c2 blanques peó · d2 blanques peó · g2 blanques peó · h2 blanques peó · a1 blanques torre · b1 blanques cavall · c1 blanques alfil · f1 blanques torre · g1 blanques rei | a8 negres torre · b8 negres cavall · c8 negres alfil · d8 negres dama · e8 negres rei · f8 negres alfil · g8 negres cavall · h8 negres torre · a7 negres peó · b7 negres peó · c7 negres peó · d7 negres peó · f7 negres peó · h7 negres peó · c4 blanques alfil · e4 blanques peó · f4 negres peó · f3 blanques dama · a2 blanques peó · b2 blanques peó · c2 blanques peó · d2 blanques peó · g2 blanques peó · h2 blanques peó · a1 blanques torre · b1 blanques cavall · c1 blanques alfil · f1 blanques torre · g1 blanques rei | a8 negres torre · b8 negres cavall · c8 negres alfil · d8 negres dama · e8 negres rei · f8 negres alfil · g8 negres cavall · h8 negres torre · a7 negres peó · b7 negres peó · c7 negres peó · d7 negres peó · f7 negres peó · h7 negres peó · c4 blanques alfil · e4 blanques peó · f4 negres peó · f3 blanques dama · a2 blanques peó · b2 blanques peó · c2 blanques peó · d2 blanques peó · g2 blanques peó · h2 blanques peó · a1 blanques torre · b1 blanques cavall · c1 blanques alfil · f1 blanques torre · g1 blanques rei | a8 negres torre · b8 negres cavall · c8 negres alfil · d8 negres dama · e8 negres rei · f8 negres alfil · g8 negres cavall · h8 negres torre · a7 negres peó · b7 negres peó · c7 negres peó · d7 negres peó · f7 negres peó · h7 negres peó · c4 blanques alfil · e4 blanques peó · f4 negres peó · f3 blanques dama · a2 blanques peó · b2 blanques peó · c2 blanques peó · d2 blanques peó · g2 blanques peó · h2 blanques peó · a1 blanques torre · b1 blanques cavall · c1 blanques alfil · f1 blanques torre · g1 blanques rei | a8 negres torre · b8 negres cavall · c8 negres alfil · d8 negres dama · e8 negres rei · f8 negres alfil · g8 negres cavall · h8 negres torre · a7 negres peó · b7 negres peó · c7 negres peó · d7 negres peó · f7 negres peó · h7 negres peó · c4 blanques alfil · e4 blanques peó · f4 negres peó · f3 blanques dama · a2 blanques peó · b2 blanques peó · c2 blanques peó · d2 blanques peó · g2 blanques peó · h2 blanques peó · a1 blanques torre · b1 blanques cavall · c1 blanques alfil · f1 blanques torre · g1 blanques rei | a8 negres torre · b8 negres cavall · c8 negres alfil · d8 negres dama · e8 negres rei · f8 negres alfil · g8 negres cavall · h8 negres torre · a7 negres peó · b7 negres peó · c7 negres peó · d7 negres peó · f7 negres peó · h7 negres peó · c4 blanques alfil · e4 blanques peó · f4 negres peó · f3 blanques dama · a2 blanques peó · b2 blanques peó · c2 blanques peó · d2 blanques peó · g2 blanques peó · h2 blanques peó · a1 blanques torre · b1 blanques cavall · c1 blanques alfil · f1 blanques torre · g1 blanques rei | a8 negres torre · b8 negres cavall · c8 negres alfil · d8 negres dama · e8 negres rei · f8 negres alfil · g8 negres cavall · h8 negres torre · a7 negres peó · b7 negres peó · c7 negres peó · d7 negres peó · f7 negres peó · h7 negres peó · c4 blanques alfil · e4 blanques peó · f4 negres peó · f3 blanques dama · a2 blanques peó · b2 blanques peó · c2 blanques peó · d2 blanques peó · g2 blanques peó · h2 blanques peó · a1 blanques torre · b1 blanques cavall · c1 blanques alfil · f1 blanques torre · g1 blanques rei | 3 |
| 2 | a8 negres torre · b8 negres cavall · c8 negres alfil · d8 negres dama · e8 negres rei · f8 negres alfil · g8 negres cavall · h8 negres torre · a7 negres peó · b7 negres peó · c7 negres peó · d7 negres peó · f7 negres peó · h7 negres peó · c4 blanques alfil · e4 blanques peó · f4 negres peó · f3 blanques dama · a2 blanques peó · b2 blanques peó · c2 blanques peó · d2 blanques peó · g2 blanques peó · h2 blanques peó · a1 blanques torre · b1 blanques cavall · c1 blanques alfil · f1 blanques torre · g1 blanques rei | a8 negres torre · b8 negres cavall · c8 negres alfil · d8 negres dama · e8 negres rei · f8 negres alfil · g8 negres cavall · h8 negres torre · a7 negres peó · b7 negres peó · c7 negres peó · d7 negres peó · f7 negres peó · h7 negres peó · c4 blanques alfil · e4 blanques peó · f4 negres peó · f3 blanques dama · a2 blanques peó · b2 blanques peó · c2 blanques peó · d2 blanques peó · g2 blanques peó · h2 blanques peó · a1 blanques torre · b1 blanques cavall · c1 blanques alfil · f1 blanques torre · g1 blanques rei | a8 negres torre · b8 negres cavall · c8 negres alfil · d8 negres dama · e8 negres rei · f8 negres alfil · g8 negres cavall · h8 negres torre · a7 negres peó · b7 negres peó · c7 negres peó · d7 negres peó · f7 negres peó · h7 negres peó · c4 blanques alfil · e4 blanques peó · f4 negres peó · f3 blanques dama · a2 blanques peó · b2 blanques peó · c2 blanques peó · d2 blanques peó · g2 blanques peó · h2 blanques peó · a1 blanques torre · b1 blanques cavall · c1 blanques alfil · f1 blanques torre · g1 blanques rei | a8 negres torre · b8 negres cavall · c8 negres alfil · d8 negres dama · e8 negres rei · f8 negres alfil · g8 negres cavall · h8 negres torre · a7 negres peó · b7 negres peó · c7 negres peó · d7 negres peó · f7 negres peó · h7 negres peó · c4 blanques alfil · e4 blanques peó · f4 negres peó · f3 blanques dama · a2 blanques peó · b2 blanques peó · c2 blanques peó · d2 blanques peó · g2 blanques peó · h2 blanques peó · a1 blanques torre · b1 blanques cavall · c1 blanques alfil · f1 blanques torre · g1 blanques rei | a8 negres torre · b8 negres cavall · c8 negres alfil · d8 negres dama · e8 negres rei · f8 negres alfil · g8 negres cavall · h8 negres torre · a7 negres peó · b7 negres peó · c7 negres peó · d7 negres peó · f7 negres peó · h7 negres peó · c4 blanques alfil · e4 blanques peó · f4 negres peó · f3 blanques dama · a2 blanques peó · b2 blanques peó · c2 blanques peó · d2 blanques peó · g2 blanques peó · h2 blanques peó · a1 blanques torre · b1 blanques cavall · c1 blanques alfil · f1 blanques torre · g1 blanques rei | a8 negres torre · b8 negres cavall · c8 negres alfil · d8 negres dama · e8 negres rei · f8 negres alfil · g8 negres cavall · h8 negres torre · a7 negres peó · b7 negres peó · c7 negres peó · d7 negres peó · f7 negres peó · h7 negres peó · c4 blanques alfil · e4 blanques peó · f4 negres peó · f3 blanques dama · a2 blanques peó · b2 blanques peó · c2 blanques peó · d2 blanques peó · g2 blanques peó · h2 blanques peó · a1 blanques torre · b1 blanques cavall · c1 blanques alfil · f1 blanques torre · g1 blanques rei | a8 negres torre · b8 negres cavall · c8 negres alfil · d8 negres dama · e8 negres rei · f8 negres alfil · g8 negres cavall · h8 negres torre · a7 negres peó · b7 negres peó · c7 negres peó · d7 negres peó · f7 negres peó · h7 negres peó · c4 blanques alfil · e4 blanques peó · f4 negres peó · f3 blanques dama · a2 blanques peó · b2 blanques peó · c2 blanques peó · d2 blanques peó · g2 blanques peó · h2 blanques peó · a1 blanques torre · b1 blanques cavall · c1 blanques alfil · f1 blanques torre · g1 blanques rei | a8 negres torre · b8 negres cavall · c8 negres alfil · d8 negres dama · e8 negres rei · f8 negres alfil · g8 negres cavall · h8 negres torre · a7 negres peó · b7 negres peó · c7 negres peó · d7 negres peó · f7 negres peó · h7 negres peó · c4 blanques alfil · e4 blanques peó · f4 negres peó · f3 blanques dama · a2 blanques peó · b2 blanques peó · c2 blanques peó · d2 blanques peó · g2 blanques peó · h2 blanques peó · a1 blanques torre · b1 blanques cavall · c1 blanques alfil · f1 blanques torre · g1 blanques rei | 2 |
| 1 | a8 negres torre · b8 negres cavall · c8 negres alfil · d8 negres dama · e8 negres rei · f8 negres alfil · g8 negres cavall · h8 negres torre · a7 negres peó · b7 negres peó · c7 negres peó · d7 negres peó · f7 negres peó · h7 negres peó · c4 blanques alfil · e4 blanques peó · f4 negres peó · f3 blanques dama · a2 blanques peó · b2 blanques peó · c2 blanques peó · d2 blanques peó · g2 blanques peó · h2 blanques peó · a1 blanques torre · b1 blanques cavall · c1 blanques alfil · f1 blanques torre · g1 blanques rei | a8 negres torre · b8 negres cavall · c8 negres alfil · d8 negres dama · e8 negres rei · f8 negres alfil · g8 negres cavall · h8 negres torre · a7 negres peó · b7 negres peó · c7 negres peó · d7 negres peó · f7 negres peó · h7 negres peó · c4 blanques alfil · e4 blanques peó · f4 negres peó · f3 blanques dama · a2 blanques peó · b2 blanques peó · c2 blanques peó · d2 blanques peó · g2 blanques peó · h2 blanques peó · a1 blanques torre · b1 blanques cavall · c1 blanques alfil · f1 blanques torre · g1 blanques rei | a8 negres torre · b8 negres cavall · c8 negres alfil · d8 negres dama · e8 negres rei · f8 negres alfil · g8 negres cavall · h8 negres torre · a7 negres peó · b7 negres peó · c7 negres peó · d7 negres peó · f7 negres peó · h7 negres peó · c4 blanques alfil · e4 blanques peó · f4 negres peó · f3 blanques dama · a2 blanques peó · b2 blanques peó · c2 blanques peó · d2 blanques peó · g2 blanques peó · h2 blanques peó · a1 blanques torre · b1 blanques cavall · c1 blanques alfil · f1 blanques torre · g1 blanques rei | a8 negres torre · b8 negres cavall · c8 negres alfil · d8 negres dama · e8 negres rei · f8 negres alfil · g8 negres cavall · h8 negres torre · a7 negres peó · b7 negres peó · c7 negres peó · d7 negres peó · f7 negres peó · h7 negres peó · c4 blanques alfil · e4 blanques peó · f4 negres peó · f3 blanques dama · a2 blanques peó · b2 blanques peó · c2 blanques peó · d2 blanques peó · g2 blanques peó · h2 blanques peó · a1 blanques torre · b1 blanques cavall · c1 blanques alfil · f1 blanques torre · g1 blanques rei | a8 negres torre · b8 negres cavall · c8 negres alfil · d8 negres dama · e8 negres rei · f8 negres alfil · g8 negres cavall · h8 negres torre · a7 negres peó · b7 negres peó · c7 negres peó · d7 negres peó · f7 negres peó · h7 negres peó · c4 blanques alfil · e4 blanques peó · f4 negres peó · f3 blanques dama · a2 blanques peó · b2 blanques peó · c2 blanques peó · d2 blanques peó · g2 blanques peó · h2 blanques peó · a1 blanques torre · b1 blanques cavall · c1 blanques alfil · f1 blanques torre · g1 blanques rei | a8 negres torre · b8 negres cavall · c8 negres alfil · d8 negres dama · e8 negres rei · f8 negres alfil · g8 negres cavall · h8 negres torre · a7 negres peó · b7 negres peó · c7 negres peó · d7 negres peó · f7 negres peó · h7 negres peó · c4 blanques alfil · e4 blanques peó · f4 negres peó · f3 blanques dama · a2 blanques peó · b2 blanques peó · c2 blanques peó · d2 blanques peó · g2 blanques peó · h2 blanques peó · a1 blanques torre · b1 blanques cavall · c1 blanques alfil · f1 blanques torre · g1 blanques rei | a8 negres torre · b8 negres cavall · c8 negres alfil · d8 negres dama · e8 negres rei · f8 negres alfil · g8 negres cavall · h8 negres torre · a7 negres peó · b7 negres peó · c7 negres peó · d7 negres peó · f7 negres peó · h7 negres peó · c4 blanques alfil · e4 blanques peó · f4 negres peó · f3 blanques dama · a2 blanques peó · b2 blanques peó · c2 blanques peó · d2 blanques peó · g2 blanques peó · h2 blanques peó · a1 blanques torre · b1 blanques cavall · c1 blanques alfil · f1 blanques torre · g1 blanques rei | a8 negres torre · b8 negres cavall · c8 negres alfil · d8 negres dama · e8 negres rei · f8 negres alfil · g8 negres cavall · h8 negres torre · a7 negres peó · b7 negres peó · c7 negres peó · d7 negres peó · f7 negres peó · h7 negres peó · c4 blanques alfil · e4 blanques peó · f4 negres peó · f3 blanques dama · a2 blanques peó · b2 blanques peó · c2 blanques peó · d2 blanques peó · g2 blanques peó · h2 blanques peó · a1 blanques torre · b1 blanques cavall · c1 blanques alfil · f1 blanques torre · g1 blanques rei | 1 |
|   | a | b | c | d | e | f | g | h |   |

|   | a | b | c | d | e | f | g | h |   |
| 8 | a8 negres torre · b8 negres cavall · c8 negres alfil · d8 negres dama · e8 negres rei · f8 negres alfil · g8 negres cavall · h8 negres torre · a7 negres peó · b7 negres peó · c7 negres peó · d7 negres peó · f7 negres peó · h7 negres peó · c4 blanques alfil · e4 blanques peó · f4 negres peó · g4 negres peó · f3 blanques cavall · a2 blanques peó · b2 blanques peó · c2 blanques peó · d2 blanques peó · g2 blanques peó · h2 blanques peó · a1 blanques torre · b1 blanques cavall · c1 blanques alfil · d1 blanques dama · f1 blanques torre · h1 blanques rei | a8 negres torre · b8 negres cavall · c8 negres alfil · d8 negres dama · e8 negres rei · f8 negres alfil · g8 negres cavall · h8 negres torre · a7 negres peó · b7 negres peó · c7 negres peó · d7 negres peó · f7 negres peó · h7 negres peó · c4 blanques alfil · e4 blanques peó · f4 negres peó · g4 negres peó · f3 blanques cavall · a2 blanques peó · b2 blanques peó · c2 blanques peó · d2 blanques peó · g2 blanques peó · h2 blanques peó · a1 blanques torre · b1 blanques cavall · c1 blanques alfil · d1 blanques dama · f1 blanques torre · h1 blanques rei | a8 negres torre · b8 negres cavall · c8 negres alfil · d8 negres dama · e8 negres rei · f8 negres alfil · g8 negres cavall · h8 negres torre · a7 negres peó · b7 negres peó · c7 negres peó · d7 negres peó · f7 negres peó · h7 negres peó · c4 blanques alfil · e4 blanques peó · f4 negres peó · g4 negres peó · f3 blanques cavall · a2 blanques peó · b2 blanques peó · c2 blanques peó · d2 blanques peó · g2 blanques peó · h2 blanques peó · a1 blanques torre · b1 blanques cavall · c1 blanques alfil · d1 blanques dama · f1 blanques torre · h1 blanques rei | a8 negres torre · b8 negres cavall · c8 negres alfil · d8 negres dama · e8 negres rei · f8 negres alfil · g8 negres cavall · h8 negres torre · a7 negres peó · b7 negres peó · c7 negres peó · d7 negres peó · f7 negres peó · h7 negres peó · c4 blanques alfil · e4 blanques peó · f4 negres peó · g4 negres peó · f3 blanques cavall · a2 blanques peó · b2 blanques peó · c2 blanques peó · d2 blanques peó · g2 blanques peó · h2 blanques peó · a1 blanques torre · b1 blanques cavall · c1 blanques alfil · d1 blanques dama · f1 blanques torre · h1 blanques rei | a8 negres torre · b8 negres cavall · c8 negres alfil · d8 negres dama · e8 negres rei · f8 negres alfil · g8 negres cavall · h8 negres torre · a7 negres peó · b7 negres peó · c7 negres peó · d7 negres peó · f7 negres peó · h7 negres peó · c4 blanques alfil · e4 blanques peó · f4 negres peó · g4 negres peó · f3 blanques cavall · a2 blanques peó · b2 blanques peó · c2 blanques peó · d2 blanques peó · g2 blanques peó · h2 blanques peó · a1 blanques torre · b1 blanques cavall · c1 blanques alfil · d1 blanques dama · f1 blanques torre · h1 blanques rei | a8 negres torre · b8 negres cavall · c8 negres alfil · d8 negres dama · e8 negres rei · f8 negres alfil · g8 negres cavall · h8 negres torre · a7 negres peó · b7 negres peó · c7 negres peó · d7 negres peó · f7 negres peó · h7 negres peó · c4 blanques alfil · e4 blanques peó · f4 negres peó · g4 negres peó · f3 blanques cavall · a2 blanques peó · b2 blanques peó · c2 blanques peó · d2 blanques peó · g2 blanques peó · h2 blanques peó · a1 blanques torre · b1 blanques cavall · c1 blanques alfil · d1 blanques dama · f1 blanques torre · h1 blanques rei | a8 negres torre · b8 negres cavall · c8 negres alfil · d8 negres dama · e8 negres rei · f8 negres alfil · g8 negres cavall · h8 negres torre · a7 negres peó · b7 negres peó · c7 negres peó · d7 negres peó · f7 negres peó · h7 negres peó · c4 blanques alfil · e4 blanques peó · f4 negres peó · g4 negres peó · f3 blanques cavall · a2 blanques peó · b2 blanques peó · c2 blanques peó · d2 blanques peó · g2 blanques peó · h2 blanques peó · a1 blanques torre · b1 blanques cavall · c1 blanques alfil · d1 blanques dama · f1 blanques torre · h1 blanques rei | a8 negres torre · b8 negres cavall · c8 negres alfil · d8 negres dama · e8 negres rei · f8 negres alfil · g8 negres cavall · h8 negres torre · a7 negres peó · b7 negres peó · c7 negres peó · d7 negres peó · f7 negres peó · h7 negres peó · c4 blanques alfil · e4 blanques peó · f4 negres peó · g4 negres peó · f3 blanques cavall · a2 blanques peó · b2 blanques peó · c2 blanques peó · d2 blanques peó · g2 blanques peó · h2 blanques peó · a1 blanques torre · b1 blanques cavall · c1 blanques alfil · d1 blanques dama · f1 blanques torre · h1 blanques rei | 8 |
| 7 | a8 negres torre · b8 negres cavall · c8 negres alfil · d8 negres dama · e8 negres rei · f8 negres alfil · g8 negres cavall · h8 negres torre · a7 negres peó · b7 negres peó · c7 negres peó · d7 negres peó · f7 negres peó · h7 negres peó · c4 blanques alfil · e4 blanques peó · f4 negres peó · g4 negres peó · f3 blanques cavall · a2 blanques peó · b2 blanques peó · c2 blanques peó · d2 blanques peó · g2 blanques peó · h2 blanques peó · a1 blanques torre · b1 blanques cavall · c1 blanques alfil · d1 blanques dama · f1 blanques torre · h1 blanques rei | a8 negres torre · b8 negres cavall · c8 negres alfil · d8 negres dama · e8 negres rei · f8 negres alfil · g8 negres cavall · h8 negres torre · a7 negres peó · b7 negres peó · c7 negres peó · d7 negres peó · f7 negres peó · h7 negres peó · c4 blanques alfil · e4 blanques peó · f4 negres peó · g4 negres peó · f3 blanques cavall · a2 blanques peó · b2 blanques peó · c2 blanques peó · d2 blanques peó · g2 blanques peó · h2 blanques peó · a1 blanques torre · b1 blanques cavall · c1 blanques alfil · d1 blanques dama · f1 blanques torre · h1 blanques rei | a8 negres torre · b8 negres cavall · c8 negres alfil · d8 negres dama · e8 negres rei · f8 negres alfil · g8 negres cavall · h8 negres torre · a7 negres peó · b7 negres peó · c7 negres peó · d7 negres peó · f7 negres peó · h7 negres peó · c4 blanques alfil · e4 blanques peó · f4 negres peó · g4 negres peó · f3 blanques cavall · a2 blanques peó · b2 blanques peó · c2 blanques peó · d2 blanques peó · g2 blanques peó · h2 blanques peó · a1 blanques torre · b1 blanques cavall · c1 blanques alfil · d1 blanques dama · f1 blanques torre · h1 blanques rei | a8 negres torre · b8 negres cavall · c8 negres alfil · d8 negres dama · e8 negres rei · f8 negres alfil · g8 negres cavall · h8 negres torre · a7 negres peó · b7 negres peó · c7 negres peó · d7 negres peó · f7 negres peó · h7 negres peó · c4 blanques alfil · e4 blanques peó · f4 negres peó · g4 negres peó · f3 blanques cavall · a2 blanques peó · b2 blanques peó · c2 blanques peó · d2 blanques peó · g2 blanques peó · h2 blanques peó · a1 blanques torre · b1 blanques cavall · c1 blanques alfil · d1 blanques dama · f1 blanques torre · h1 blanques rei | a8 negres torre · b8 negres cavall · c8 negres alfil · d8 negres dama · e8 negres rei · f8 negres alfil · g8 negres cavall · h8 negres torre · a7 negres peó · b7 negres peó · c7 negres peó · d7 negres peó · f7 negres peó · h7 negres peó · c4 blanques alfil · e4 blanques peó · f4 negres peó · g4 negres peó · f3 blanques cavall · a2 blanques peó · b2 blanques peó · c2 blanques peó · d2 blanques peó · g2 blanques peó · h2 blanques peó · a1 blanques torre · b1 blanques cavall · c1 blanques alfil · d1 blanques dama · f1 blanques torre · h1 blanques rei | a8 negres torre · b8 negres cavall · c8 negres alfil · d8 negres dama · e8 negres rei · f8 negres alfil · g8 negres cavall · h8 negres torre · a7 negres peó · b7 negres peó · c7 negres peó · d7 negres peó · f7 negres peó · h7 negres peó · c4 blanques alfil · e4 blanques peó · f4 negres peó · g4 negres peó · f3 blanques cavall · a2 blanques peó · b2 blanques peó · c2 blanques peó · d2 blanques peó · g2 blanques peó · h2 blanques peó · a1 blanques torre · b1 blanques cavall · c1 blanques alfil · d1 blanques dama · f1 blanques torre · h1 blanques rei | a8 negres torre · b8 negres cavall · c8 negres alfil · d8 negres dama · e8 negres rei · f8 negres alfil · g8 negres cavall · h8 negres torre · a7 negres peó · b7 negres peó · c7 negres peó · d7 negres peó · f7 negres peó · h7 negres peó · c4 blanques alfil · e4 blanques peó · f4 negres peó · g4 negres peó · f3 blanques cavall · a2 blanques peó · b2 blanques peó · c2 blanques peó · d2 blanques peó · g2 blanques peó · h2 blanques peó · a1 blanques torre · b1 blanques cavall · c1 blanques alfil · d1 blanques dama · f1 blanques torre · h1 blanques rei | a8 negres torre · b8 negres cavall · c8 negres alfil · d8 negres dama · e8 negres rei · f8 negres alfil · g8 negres cavall · h8 negres torre · a7 negres peó · b7 negres peó · c7 negres peó · d7 negres peó · f7 negres peó · h7 negres peó · c4 blanques alfil · e4 blanques peó · f4 negres peó · g4 negres peó · f3 blanques cavall · a2 blanques peó · b2 blanques peó · c2 blanques peó · d2 blanques peó · g2 blanques peó · h2 blanques peó · a1 blanques torre · b1 blanques cavall · c1 blanques alfil · d1 blanques dama · f1 blanques torre · h1 blanques rei | 7 |
| 6 | a8 negres torre · b8 negres cavall · c8 negres alfil · d8 negres dama · e8 negres rei · f8 negres alfil · g8 negres cavall · h8 negres torre · a7 negres peó · b7 negres peó · c7 negres peó · d7 negres peó · f7 negres peó · h7 negres peó · c4 blanques alfil · e4 blanques peó · f4 negres peó · g4 negres peó · f3 blanques cavall · a2 blanques peó · b2 blanques peó · c2 blanques peó · d2 blanques peó · g2 blanques peó · h2 blanques peó · a1 blanques torre · b1 blanques cavall · c1 blanques alfil · d1 blanques dama · f1 blanques torre · h1 blanques rei | a8 negres torre · b8 negres cavall · c8 negres alfil · d8 negres dama · e8 negres rei · f8 negres alfil · g8 negres cavall · h8 negres torre · a7 negres peó · b7 negres peó · c7 negres peó · d7 negres peó · f7 negres peó · h7 negres peó · c4 blanques alfil · e4 blanques peó · f4 negres peó · g4 negres peó · f3 blanques cavall · a2 blanques peó · b2 blanques peó · c2 blanques peó · d2 blanques peó · g2 blanques peó · h2 blanques peó · a1 blanques torre · b1 blanques cavall · c1 blanques alfil · d1 blanques dama · f1 blanques torre · h1 blanques rei | a8 negres torre · b8 negres cavall · c8 negres alfil · d8 negres dama · e8 negres rei · f8 negres alfil · g8 negres cavall · h8 negres torre · a7 negres peó · b7 negres peó · c7 negres peó · d7 negres peó · f7 negres peó · h7 negres peó · c4 blanques alfil · e4 blanques peó · f4 negres peó · g4 negres peó · f3 blanques cavall · a2 blanques peó · b2 blanques peó · c2 blanques peó · d2 blanques peó · g2 blanques peó · h2 blanques peó · a1 blanques torre · b1 blanques cavall · c1 blanques alfil · d1 blanques dama · f1 blanques torre · h1 blanques rei | a8 negres torre · b8 negres cavall · c8 negres alfil · d8 negres dama · e8 negres rei · f8 negres alfil · g8 negres cavall · h8 negres torre · a7 negres peó · b7 negres peó · c7 negres peó · d7 negres peó · f7 negres peó · h7 negres peó · c4 blanques alfil · e4 blanques peó · f4 negres peó · g4 negres peó · f3 blanques cavall · a2 blanques peó · b2 blanques peó · c2 blanques peó · d2 blanques peó · g2 blanques peó · h2 blanques peó · a1 blanques torre · b1 blanques cavall · c1 blanques alfil · d1 blanques dama · f1 blanques torre · h1 blanques rei | a8 negres torre · b8 negres cavall · c8 negres alfil · d8 negres dama · e8 negres rei · f8 negres alfil · g8 negres cavall · h8 negres torre · a7 negres peó · b7 negres peó · c7 negres peó · d7 negres peó · f7 negres peó · h7 negres peó · c4 blanques alfil · e4 blanques peó · f4 negres peó · g4 negres peó · f3 blanques cavall · a2 blanques peó · b2 blanques peó · c2 blanques peó · d2 blanques peó · g2 blanques peó · h2 blanques peó · a1 blanques torre · b1 blanques cavall · c1 blanques alfil · d1 blanques dama · f1 blanques torre · h1 blanques rei | a8 negres torre · b8 negres cavall · c8 negres alfil · d8 negres dama · e8 negres rei · f8 negres alfil · g8 negres cavall · h8 negres torre · a7 negres peó · b7 negres peó · c7 negres peó · d7 negres peó · f7 negres peó · h7 negres peó · c4 blanques alfil · e4 blanques peó · f4 negres peó · g4 negres peó · f3 blanques cavall · a2 blanques peó · b2 blanques peó · c2 blanques peó · d2 blanques peó · g2 blanques peó · h2 blanques peó · a1 blanques torre · b1 blanques cavall · c1 blanques alfil · d1 blanques dama · f1 blanques torre · h1 blanques rei | a8 negres torre · b8 negres cavall · c8 negres alfil · d8 negres dama · e8 negres rei · f8 negres alfil · g8 negres cavall · h8 negres torre · a7 negres peó · b7 negres peó · c7 negres peó · d7 negres peó · f7 negres peó · h7 negres peó · c4 blanques alfil · e4 blanques peó · f4 negres peó · g4 negres peó · f3 blanques cavall · a2 blanques peó · b2 blanques peó · c2 blanques peó · d2 blanques peó · g2 blanques peó · h2 blanques peó · a1 blanques torre · b1 blanques cavall · c1 blanques alfil · d1 blanques dama · f1 blanques torre · h1 blanques rei | a8 negres torre · b8 negres cavall · c8 negres alfil · d8 negres dama · e8 negres rei · f8 negres alfil · g8 negres cavall · h8 negres torre · a7 negres peó · b7 negres peó · c7 negres peó · d7 negres peó · f7 negres peó · h7 negres peó · c4 blanques alfil · e4 blanques peó · f4 negres peó · g4 negres peó · f3 blanques cavall · a2 blanques peó · b2 blanques peó · c2 blanques peó · d2 blanques peó · g2 blanques peó · h2 blanques peó · a1 blanques torre · b1 blanques cavall · c1 blanques alfil · d1 blanques dama · f1 blanques torre · h1 blanques rei | 6 |
| 5 | a8 negres torre · b8 negres cavall · c8 negres alfil · d8 negres dama · e8 negres rei · f8 negres alfil · g8 negres cavall · h8 negres torre · a7 negres peó · b7 negres peó · c7 negres peó · d7 negres peó · f7 negres peó · h7 negres peó · c4 blanques alfil · e4 blanques peó · f4 negres peó · g4 negres peó · f3 blanques cavall · a2 blanques peó · b2 blanques peó · c2 blanques peó · d2 blanques peó · g2 blanques peó · h2 blanques peó · a1 blanques torre · b1 blanques cavall · c1 blanques alfil · d1 blanques dama · f1 blanques torre · h1 blanques rei | a8 negres torre · b8 negres cavall · c8 negres alfil · d8 negres dama · e8 negres rei · f8 negres alfil · g8 negres cavall · h8 negres torre · a7 negres peó · b7 negres peó · c7 negres peó · d7 negres peó · f7 negres peó · h7 negres peó · c4 blanques alfil · e4 blanques peó · f4 negres peó · g4 negres peó · f3 blanques cavall · a2 blanques peó · b2 blanques peó · c2 blanques peó · d2 blanques peó · g2 blanques peó · h2 blanques peó · a1 blanques torre · b1 blanques cavall · c1 blanques alfil · d1 blanques dama · f1 blanques torre · h1 blanques rei | a8 negres torre · b8 negres cavall · c8 negres alfil · d8 negres dama · e8 negres rei · f8 negres alfil · g8 negres cavall · h8 negres torre · a7 negres peó · b7 negres peó · c7 negres peó · d7 negres peó · f7 negres peó · h7 negres peó · c4 blanques alfil · e4 blanques peó · f4 negres peó · g4 negres peó · f3 blanques cavall · a2 blanques peó · b2 blanques peó · c2 blanques peó · d2 blanques peó · g2 blanques peó · h2 blanques peó · a1 blanques torre · b1 blanques cavall · c1 blanques alfil · d1 blanques dama · f1 blanques torre · h1 blanques rei | a8 negres torre · b8 negres cavall · c8 negres alfil · d8 negres dama · e8 negres rei · f8 negres alfil · g8 negres cavall · h8 negres torre · a7 negres peó · b7 negres peó · c7 negres peó · d7 negres peó · f7 negres peó · h7 negres peó · c4 blanques alfil · e4 blanques peó · f4 negres peó · g4 negres peó · f3 blanques cavall · a2 blanques peó · b2 blanques peó · c2 blanques peó · d2 blanques peó · g2 blanques peó · h2 blanques peó · a1 blanques torre · b1 blanques cavall · c1 blanques alfil · d1 blanques dama · f1 blanques torre · h1 blanques rei | a8 negres torre · b8 negres cavall · c8 negres alfil · d8 negres dama · e8 negres rei · f8 negres alfil · g8 negres cavall · h8 negres torre · a7 negres peó · b7 negres peó · c7 negres peó · d7 negres peó · f7 negres peó · h7 negres peó · c4 blanques alfil · e4 blanques peó · f4 negres peó · g4 negres peó · f3 blanques cavall · a2 blanques peó · b2 blanques peó · c2 blanques peó · d2 blanques peó · g2 blanques peó · h2 blanques peó · a1 blanques torre · b1 blanques cavall · c1 blanques alfil · d1 blanques dama · f1 blanques torre · h1 blanques rei | a8 negres torre · b8 negres cavall · c8 negres alfil · d8 negres dama · e8 negres rei · f8 negres alfil · g8 negres cavall · h8 negres torre · a7 negres peó · b7 negres peó · c7 negres peó · d7 negres peó · f7 negres peó · h7 negres peó · c4 blanques alfil · e4 blanques peó · f4 negres peó · g4 negres peó · f3 blanques cavall · a2 blanques peó · b2 blanques peó · c2 blanques peó · d2 blanques peó · g2 blanques peó · h2 blanques peó · a1 blanques torre · b1 blanques cavall · c1 blanques alfil · d1 blanques dama · f1 blanques torre · h1 blanques rei | a8 negres torre · b8 negres cavall · c8 negres alfil · d8 negres dama · e8 negres rei · f8 negres alfil · g8 negres cavall · h8 negres torre · a7 negres peó · b7 negres peó · c7 negres peó · d7 negres peó · f7 negres peó · h7 negres peó · c4 blanques alfil · e4 blanques peó · f4 negres peó · g4 negres peó · f3 blanques cavall · a2 blanques peó · b2 blanques peó · c2 blanques peó · d2 blanques peó · g2 blanques peó · h2 blanques peó · a1 blanques torre · b1 blanques cavall · c1 blanques alfil · d1 blanques dama · f1 blanques torre · h1 blanques rei | a8 negres torre · b8 negres cavall · c8 negres alfil · d8 negres dama · e8 negres rei · f8 negres alfil · g8 negres cavall · h8 negres torre · a7 negres peó · b7 negres peó · c7 negres peó · d7 negres peó · f7 negres peó · h7 negres peó · c4 blanques alfil · e4 blanques peó · f4 negres peó · g4 negres peó · f3 blanques cavall · a2 blanques peó · b2 blanques peó · c2 blanques peó · d2 blanques peó · g2 blanques peó · h2 blanques peó · a1 blanques torre · b1 blanques cavall · c1 blanques alfil · d1 blanques dama · f1 blanques torre · h1 blanques rei | 5 |
| 4 | a8 negres torre · b8 negres cavall · c8 negres alfil · d8 negres dama · e8 negres rei · f8 negres alfil · g8 negres cavall · h8 negres torre · a7 negres peó · b7 negres peó · c7 negres peó · d7 negres peó · f7 negres peó · h7 negres peó · c4 blanques alfil · e4 blanques peó · f4 negres peó · g4 negres peó · f3 blanques cavall · a2 blanques peó · b2 blanques peó · c2 blanques peó · d2 blanques peó · g2 blanques peó · h2 blanques peó · a1 blanques torre · b1 blanques cavall · c1 blanques alfil · d1 blanques dama · f1 blanques torre · h1 blanques rei | a8 negres torre · b8 negres cavall · c8 negres alfil · d8 negres dama · e8 negres rei · f8 negres alfil · g8 negres cavall · h8 negres torre · a7 negres peó · b7 negres peó · c7 negres peó · d7 negres peó · f7 negres peó · h7 negres peó · c4 blanques alfil · e4 blanques peó · f4 negres peó · g4 negres peó · f3 blanques cavall · a2 blanques peó · b2 blanques peó · c2 blanques peó · d2 blanques peó · g2 blanques peó · h2 blanques peó · a1 blanques torre · b1 blanques cavall · c1 blanques alfil · d1 blanques dama · f1 blanques torre · h1 blanques rei | a8 negres torre · b8 negres cavall · c8 negres alfil · d8 negres dama · e8 negres rei · f8 negres alfil · g8 negres cavall · h8 negres torre · a7 negres peó · b7 negres peó · c7 negres peó · d7 negres peó · f7 negres peó · h7 negres peó · c4 blanques alfil · e4 blanques peó · f4 negres peó · g4 negres peó · f3 blanques cavall · a2 blanques peó · b2 blanques peó · c2 blanques peó · d2 blanques peó · g2 blanques peó · h2 blanques peó · a1 blanques torre · b1 blanques cavall · c1 blanques alfil · d1 blanques dama · f1 blanques torre · h1 blanques rei | a8 negres torre · b8 negres cavall · c8 negres alfil · d8 negres dama · e8 negres rei · f8 negres alfil · g8 negres cavall · h8 negres torre · a7 negres peó · b7 negres peó · c7 negres peó · d7 negres peó · f7 negres peó · h7 negres peó · c4 blanques alfil · e4 blanques peó · f4 negres peó · g4 negres peó · f3 blanques cavall · a2 blanques peó · b2 blanques peó · c2 blanques peó · d2 blanques peó · g2 blanques peó · h2 blanques peó · a1 blanques torre · b1 blanques cavall · c1 blanques alfil · d1 blanques dama · f1 blanques torre · h1 blanques rei | a8 negres torre · b8 negres cavall · c8 negres alfil · d8 negres dama · e8 negres rei · f8 negres alfil · g8 negres cavall · h8 negres torre · a7 negres peó · b7 negres peó · c7 negres peó · d7 negres peó · f7 negres peó · h7 negres peó · c4 blanques alfil · e4 blanques peó · f4 negres peó · g4 negres peó · f3 blanques cavall · a2 blanques peó · b2 blanques peó · c2 blanques peó · d2 blanques peó · g2 blanques peó · h2 blanques peó · a1 blanques torre · b1 blanques cavall · c1 blanques alfil · d1 blanques dama · f1 blanques torre · h1 blanques rei | a8 negres torre · b8 negres cavall · c8 negres alfil · d8 negres dama · e8 negres rei · f8 negres alfil · g8 negres cavall · h8 negres torre · a7 negres peó · b7 negres peó · c7 negres peó · d7 negres peó · f7 negres peó · h7 negres peó · c4 blanques alfil · e4 blanques peó · f4 negres peó · g4 negres peó · f3 blanques cavall · a2 blanques peó · b2 blanques peó · c2 blanques peó · d2 blanques peó · g2 blanques peó · h2 blanques peó · a1 blanques torre · b1 blanques cavall · c1 blanques alfil · d1 blanques dama · f1 blanques torre · h1 blanques rei | a8 negres torre · b8 negres cavall · c8 negres alfil · d8 negres dama · e8 negres rei · f8 negres alfil · g8 negres cavall · h8 negres torre · a7 negres peó · b7 negres peó · c7 negres peó · d7 negres peó · f7 negres peó · h7 negres peó · c4 blanques alfil · e4 blanques peó · f4 negres peó · g4 negres peó · f3 blanques cavall · a2 blanques peó · b2 blanques peó · c2 blanques peó · d2 blanques peó · g2 blanques peó · h2 blanques peó · a1 blanques torre · b1 blanques cavall · c1 blanques alfil · d1 blanques dama · f1 blanques torre · h1 blanques rei | a8 negres torre · b8 negres cavall · c8 negres alfil · d8 negres dama · e8 negres rei · f8 negres alfil · g8 negres cavall · h8 negres torre · a7 negres peó · b7 negres peó · c7 negres peó · d7 negres peó · f7 negres peó · h7 negres peó · c4 blanques alfil · e4 blanques peó · f4 negres peó · g4 negres peó · f3 blanques cavall · a2 blanques peó · b2 blanques peó · c2 blanques peó · d2 blanques peó · g2 blanques peó · h2 blanques peó · a1 blanques torre · b1 blanques cavall · c1 blanques alfil · d1 blanques dama · f1 blanques torre · h1 blanques rei | 4 |
| 3 | a8 negres torre · b8 negres cavall · c8 negres alfil · d8 negres dama · e8 negres rei · f8 negres alfil · g8 negres cavall · h8 negres torre · a7 negres peó · b7 negres peó · c7 negres peó · d7 negres peó · f7 negres peó · h7 negres peó · c4 blanques alfil · e4 blanques peó · f4 negres peó · g4 negres peó · f3 blanques cavall · a2 blanques peó · b2 blanques peó · c2 blanques peó · d2 blanques peó · g2 blanques peó · h2 blanques peó · a1 blanques torre · b1 blanques cavall · c1 blanques alfil · d1 blanques dama · f1 blanques torre · h1 blanques rei | a8 negres torre · b8 negres cavall · c8 negres alfil · d8 negres dama · e8 negres rei · f8 negres alfil · g8 negres cavall · h8 negres torre · a7 negres peó · b7 negres peó · c7 negres peó · d7 negres peó · f7 negres peó · h7 negres peó · c4 blanques alfil · e4 blanques peó · f4 negres peó · g4 negres peó · f3 blanques cavall · a2 blanques peó · b2 blanques peó · c2 blanques peó · d2 blanques peó · g2 blanques peó · h2 blanques peó · a1 blanques torre · b1 blanques cavall · c1 blanques alfil · d1 blanques dama · f1 blanques torre · h1 blanques rei | a8 negres torre · b8 negres cavall · c8 negres alfil · d8 negres dama · e8 negres rei · f8 negres alfil · g8 negres cavall · h8 negres torre · a7 negres peó · b7 negres peó · c7 negres peó · d7 negres peó · f7 negres peó · h7 negres peó · c4 blanques alfil · e4 blanques peó · f4 negres peó · g4 negres peó · f3 blanques cavall · a2 blanques peó · b2 blanques peó · c2 blanques peó · d2 blanques peó · g2 blanques peó · h2 blanques peó · a1 blanques torre · b1 blanques cavall · c1 blanques alfil · d1 blanques dama · f1 blanques torre · h1 blanques rei | a8 negres torre · b8 negres cavall · c8 negres alfil · d8 negres dama · e8 negres rei · f8 negres alfil · g8 negres cavall · h8 negres torre · a7 negres peó · b7 negres peó · c7 negres peó · d7 negres peó · f7 negres peó · h7 negres peó · c4 blanques alfil · e4 blanques peó · f4 negres peó · g4 negres peó · f3 blanques cavall · a2 blanques peó · b2 blanques peó · c2 blanques peó · d2 blanques peó · g2 blanques peó · h2 blanques peó · a1 blanques torre · b1 blanques cavall · c1 blanques alfil · d1 blanques dama · f1 blanques torre · h1 blanques rei | a8 negres torre · b8 negres cavall · c8 negres alfil · d8 negres dama · e8 negres rei · f8 negres alfil · g8 negres cavall · h8 negres torre · a7 negres peó · b7 negres peó · c7 negres peó · d7 negres peó · f7 negres peó · h7 negres peó · c4 blanques alfil · e4 blanques peó · f4 negres peó · g4 negres peó · f3 blanques cavall · a2 blanques peó · b2 blanques peó · c2 blanques peó · d2 blanques peó · g2 blanques peó · h2 blanques peó · a1 blanques torre · b1 blanques cavall · c1 blanques alfil · d1 blanques dama · f1 blanques torre · h1 blanques rei | a8 negres torre · b8 negres cavall · c8 negres alfil · d8 negres dama · e8 negres rei · f8 negres alfil · g8 negres cavall · h8 negres torre · a7 negres peó · b7 negres peó · c7 negres peó · d7 negres peó · f7 negres peó · h7 negres peó · c4 blanques alfil · e4 blanques peó · f4 negres peó · g4 negres peó · f3 blanques cavall · a2 blanques peó · b2 blanques peó · c2 blanques peó · d2 blanques peó · g2 blanques peó · h2 blanques peó · a1 blanques torre · b1 blanques cavall · c1 blanques alfil · d1 blanques dama · f1 blanques torre · h1 blanques rei | a8 negres torre · b8 negres cavall · c8 negres alfil · d8 negres dama · e8 negres rei · f8 negres alfil · g8 negres cavall · h8 negres torre · a7 negres peó · b7 negres peó · c7 negres peó · d7 negres peó · f7 negres peó · h7 negres peó · c4 blanques alfil · e4 blanques peó · f4 negres peó · g4 negres peó · f3 blanques cavall · a2 blanques peó · b2 blanques peó · c2 blanques peó · d2 blanques peó · g2 blanques peó · h2 blanques peó · a1 blanques torre · b1 blanques cavall · c1 blanques alfil · d1 blanques dama · f1 blanques torre · h1 blanques rei | a8 negres torre · b8 negres cavall · c8 negres alfil · d8 negres dama · e8 negres rei · f8 negres alfil · g8 negres cavall · h8 negres torre · a7 negres peó · b7 negres peó · c7 negres peó · d7 negres peó · f7 negres peó · h7 negres peó · c4 blanques alfil · e4 blanques peó · f4 negres peó · g4 negres peó · f3 blanques cavall · a2 blanques peó · b2 blanques peó · c2 blanques peó · d2 blanques peó · g2 blanques peó · h2 blanques peó · a1 blanques torre · b1 blanques cavall · c1 blanques alfil · d1 blanques dama · f1 blanques torre · h1 blanques rei | 3 |
| 2 | a8 negres torre · b8 negres cavall · c8 negres alfil · d8 negres dama · e8 negres rei · f8 negres alfil · g8 negres cavall · h8 negres torre · a7 negres peó · b7 negres peó · c7 negres peó · d7 negres peó · f7 negres peó · h7 negres peó · c4 blanques alfil · e4 blanques peó · f4 negres peó · g4 negres peó · f3 blanques cavall · a2 blanques peó · b2 blanques peó · c2 blanques peó · d2 blanques peó · g2 blanques peó · h2 blanques peó · a1 blanques torre · b1 blanques cavall · c1 blanques alfil · d1 blanques dama · f1 blanques torre · h1 blanques rei | a8 negres torre · b8 negres cavall · c8 negres alfil · d8 negres dama · e8 negres rei · f8 negres alfil · g8 negres cavall · h8 negres torre · a7 negres peó · b7 negres peó · c7 negres peó · d7 negres peó · f7 negres peó · h7 negres peó · c4 blanques alfil · e4 blanques peó · f4 negres peó · g4 negres peó · f3 blanques cavall · a2 blanques peó · b2 blanques peó · c2 blanques peó · d2 blanques peó · g2 blanques peó · h2 blanques peó · a1 blanques torre · b1 blanques cavall · c1 blanques alfil · d1 blanques dama · f1 blanques torre · h1 blanques rei | a8 negres torre · b8 negres cavall · c8 negres alfil · d8 negres dama · e8 negres rei · f8 negres alfil · g8 negres cavall · h8 negres torre · a7 negres peó · b7 negres peó · c7 negres peó · d7 negres peó · f7 negres peó · h7 negres peó · c4 blanques alfil · e4 blanques peó · f4 negres peó · g4 negres peó · f3 blanques cavall · a2 blanques peó · b2 blanques peó · c2 blanques peó · d2 blanques peó · g2 blanques peó · h2 blanques peó · a1 blanques torre · b1 blanques cavall · c1 blanques alfil · d1 blanques dama · f1 blanques torre · h1 blanques rei | a8 negres torre · b8 negres cavall · c8 negres alfil · d8 negres dama · e8 negres rei · f8 negres alfil · g8 negres cavall · h8 negres torre · a7 negres peó · b7 negres peó · c7 negres peó · d7 negres peó · f7 negres peó · h7 negres peó · c4 blanques alfil · e4 blanques peó · f4 negres peó · g4 negres peó · f3 blanques cavall · a2 blanques peó · b2 blanques peó · c2 blanques peó · d2 blanques peó · g2 blanques peó · h2 blanques peó · a1 blanques torre · b1 blanques cavall · c1 blanques alfil · d1 blanques dama · f1 blanques torre · h1 blanques rei | a8 negres torre · b8 negres cavall · c8 negres alfil · d8 negres dama · e8 negres rei · f8 negres alfil · g8 negres cavall · h8 negres torre · a7 negres peó · b7 negres peó · c7 negres peó · d7 negres peó · f7 negres peó · h7 negres peó · c4 blanques alfil · e4 blanques peó · f4 negres peó · g4 negres peó · f3 blanques cavall · a2 blanques peó · b2 blanques peó · c2 blanques peó · d2 blanques peó · g2 blanques peó · h2 blanques peó · a1 blanques torre · b1 blanques cavall · c1 blanques alfil · d1 blanques dama · f1 blanques torre · h1 blanques rei | a8 negres torre · b8 negres cavall · c8 negres alfil · d8 negres dama · e8 negres rei · f8 negres alfil · g8 negres cavall · h8 negres torre · a7 negres peó · b7 negres peó · c7 negres peó · d7 negres peó · f7 negres peó · h7 negres peó · c4 blanques alfil · e4 blanques peó · f4 negres peó · g4 negres peó · f3 blanques cavall · a2 blanques peó · b2 blanques peó · c2 blanques peó · d2 blanques peó · g2 blanques peó · h2 blanques peó · a1 blanques torre · b1 blanques cavall · c1 blanques alfil · d1 blanques dama · f1 blanques torre · h1 blanques rei | a8 negres torre · b8 negres cavall · c8 negres alfil · d8 negres dama · e8 negres rei · f8 negres alfil · g8 negres cavall · h8 negres torre · a7 negres peó · b7 negres peó · c7 negres peó · d7 negres peó · f7 negres peó · h7 negres peó · c4 blanques alfil · e4 blanques peó · f4 negres peó · g4 negres peó · f3 blanques cavall · a2 blanques peó · b2 blanques peó · c2 blanques peó · d2 blanques peó · g2 blanques peó · h2 blanques peó · a1 blanques torre · b1 blanques cavall · c1 blanques alfil · d1 blanques dama · f1 blanques torre · h1 blanques rei | a8 negres torre · b8 negres cavall · c8 negres alfil · d8 negres dama · e8 negres rei · f8 negres alfil · g8 negres cavall · h8 negres torre · a7 negres peó · b7 negres peó · c7 negres peó · d7 negres peó · f7 negres peó · h7 negres peó · c4 blanques alfil · e4 blanques peó · f4 negres peó · g4 negres peó · f3 blanques cavall · a2 blanques peó · b2 blanques peó · c2 blanques peó · d2 blanques peó · g2 blanques peó · h2 blanques peó · a1 blanques torre · b1 blanques cavall · c1 blanques alfil · d1 blanques dama · f1 blanques torre · h1 blanques rei | 2 |
| 1 | a8 negres torre · b8 negres cavall · c8 negres alfil · d8 negres dama · e8 negres rei · f8 negres alfil · g8 negres cavall · h8 negres torre · a7 negres peó · b7 negres peó · c7 negres peó · d7 negres peó · f7 negres peó · h7 negres peó · c4 blanques alfil · e4 blanques peó · f4 negres peó · g4 negres peó · f3 blanques cavall · a2 blanques peó · b2 blanques peó · c2 blanques peó · d2 blanques peó · g2 blanques peó · h2 blanques peó · a1 blanques torre · b1 blanques cavall · c1 blanques alfil · d1 blanques dama · f1 blanques torre · h1 blanques rei | a8 negres torre · b8 negres cavall · c8 negres alfil · d8 negres dama · e8 negres rei · f8 negres alfil · g8 negres cavall · h8 negres torre · a7 negres peó · b7 negres peó · c7 negres peó · d7 negres peó · f7 negres peó · h7 negres peó · c4 blanques alfil · e4 blanques peó · f4 negres peó · g4 negres peó · f3 blanques cavall · a2 blanques peó · b2 blanques peó · c2 blanques peó · d2 blanques peó · g2 blanques peó · h2 blanques peó · a1 blanques torre · b1 blanques cavall · c1 blanques alfil · d1 blanques dama · f1 blanques torre · h1 blanques rei | a8 negres torre · b8 negres cavall · c8 negres alfil · d8 negres dama · e8 negres rei · f8 negres alfil · g8 negres cavall · h8 negres torre · a7 negres peó · b7 negres peó · c7 negres peó · d7 negres peó · f7 negres peó · h7 negres peó · c4 blanques alfil · e4 blanques peó · f4 negres peó · g4 negres peó · f3 blanques cavall · a2 blanques peó · b2 blanques peó · c2 blanques peó · d2 blanques peó · g2 blanques peó · h2 blanques peó · a1 blanques torre · b1 blanques cavall · c1 blanques alfil · d1 blanques dama · f1 blanques torre · h1 blanques rei | a8 negres torre · b8 negres cavall · c8 negres alfil · d8 negres dama · e8 negres rei · f8 negres alfil · g8 negres cavall · h8 negres torre · a7 negres peó · b7 negres peó · c7 negres peó · d7 negres peó · f7 negres peó · h7 negres peó · c4 blanques alfil · e4 blanques peó · f4 negres peó · g4 negres peó · f3 blanques cavall · a2 blanques peó · b2 blanques peó · c2 blanques peó · d2 blanques peó · g2 blanques peó · h2 blanques peó · a1 blanques torre · b1 blanques cavall · c1 blanques alfil · d1 blanques dama · f1 blanques torre · h1 blanques rei | a8 negres torre · b8 negres cavall · c8 negres alfil · d8 negres dama · e8 negres rei · f8 negres alfil · g8 negres cavall · h8 negres torre · a7 negres peó · b7 negres peó · c7 negres peó · d7 negres peó · f7 negres peó · h7 negres peó · c4 blanques alfil · e4 blanques peó · f4 negres peó · g4 negres peó · f3 blanques cavall · a2 blanques peó · b2 blanques peó · c2 blanques peó · d2 blanques peó · g2 blanques peó · h2 blanques peó · a1 blanques torre · b1 blanques cavall · c1 blanques alfil · d1 blanques dama · f1 blanques torre · h1 blanques rei | a8 negres torre · b8 negres cavall · c8 negres alfil · d8 negres dama · e8 negres rei · f8 negres alfil · g8 negres cavall · h8 negres torre · a7 negres peó · b7 negres peó · c7 negres peó · d7 negres peó · f7 negres peó · h7 negres peó · c4 blanques alfil · e4 blanques peó · f4 negres peó · g4 negres peó · f3 blanques cavall · a2 blanques peó · b2 blanques peó · c2 blanques peó · d2 blanques peó · g2 blanques peó · h2 blanques peó · a1 blanques torre · b1 blanques cavall · c1 blanques alfil · d1 blanques dama · f1 blanques torre · h1 blanques rei | a8 negres torre · b8 negres cavall · c8 negres alfil · d8 negres dama · e8 negres rei · f8 negres alfil · g8 negres cavall · h8 negres torre · a7 negres peó · b7 negres peó · c7 negres peó · d7 negres peó · f7 negres peó · h7 negres peó · c4 blanques alfil · e4 blanques peó · f4 negres peó · g4 negres peó · f3 blanques cavall · a2 blanques peó · b2 blanques peó · c2 blanques peó · d2 blanques peó · g2 blanques peó · h2 blanques peó · a1 blanques torre · b1 blanques cavall · c1 blanques alfil · d1 blanques dama · f1 blanques torre · h1 blanques rei | a8 negres torre · b8 negres cavall · c8 negres alfil · d8 negres dama · e8 negres rei · f8 negres alfil · g8 negres cavall · h8 negres torre · a7 negres peó · b7 negres peó · c7 negres peó · d7 negres peó · f7 negres peó · h7 negres peó · c4 blanques alfil · e4 blanques peó · f4 negres peó · g4 negres peó · f3 blanques cavall · a2 blanques peó · b2 blanques peó · c2 blanques peó · d2 blanques peó · g2 blanques peó · h2 blanques peó · a1 blanques torre · b1 blanques cavall · c1 blanques alfil · d1 blanques dama · f1 blanques torre · h1 blanques rei | 1 |
|   | a | b | c | d | e | f | g | h |   |

A la pàg. 165, del vol. 2 de l'edició del 1821 del A New Treatise of the Game of Chess Jacob Henry Sarratt va originar el nom de gambit Muzio. I amb la darrera obra de Sarrat, el 1821 va començar la teoria moderna del "gambit Muzio" amb l'enroc d'acord amb les regles modernes – una idea i una posició que Polerio ja havia analitzat el 1579/80.
Així, Antonius van der Linde, va canviar la visió del desenvolupament històric de l'ordre de jugades 1.e4 e5 2.f4 exf4 3.Cf3 g5 4.Ac4 g4 5.0-0 el 1874, especialment a les darreres edicions del Handbuch. A partir d'aleshores, hi ha una tendència a anomenar aquest ordre de moviments o bé amb termes guionitzats com ara Muzio–Polerio, Polerio–Muzio, o simplement com a gambit Polerio. Aquest terme en honor de Giulio Cesare Polerio seria parcialment equivocat, en el benentès que la major part de la teoria d'aquesta obertura es va generar en el període entre 1821 i 1874. El nombre de partides jugades per Adolf Anderssen, Paul Morphy, i Wilhelm Steinitz amb 1.e4 e5 2.f4 exf4 3.Cf3 g5 4.Ac4 g4 5.0-0 o 5.d4 en el període entre 1821–1874 fou bastant més elevat.

### "gambits de Polerio i variacions"
El 1874, Van der Linde va suggerir també (p. 188) de reanomenar l'ordre de moviments 1.e4 e5 2.f4 exf4 3.Cf3 g5 4.Ac4 Ag7 5.h4 h6 6.d4 d6 7.Cc3 c6 8.hxg5 hxg5 9.Txh8 Axh8 10.Ce5!? com a "segon gambit de Polerio". Aquest suggeriment es basa en l'observació que al "Handbuch des Schachspiels (1864, S.. 366, § 3)" aquest ordre de moviments s'anomena "das Gambit des Calabresen". Aquesta és una observació bastant interessant, ja que al "Handbuch" en la seva 2a edició de 1852, a la pàg. 205 s'hi menciona que l'ordre de moviments 1.e4 e5 2.Ac4 f5 es pot trobar "al Calabrès". És una redacció bastant encertada, ja que tots dos ordres 1.e4 e5 2.Ac4 f5 i 1.e4 e5 2.Cf3 f5, segons els Còdexs de Polerio, van succeir en partides de "Gio. Leonardo" (partides 236–238, p. 190 a van der Linde). Tant Giovanni Leonardo com Gioacchino Greco eren originaris de Calàbria, el primer de Cutro, i el segon de Celico (?).